# Parmenio
Parmenio är en kulle i Antarktis. Den ligger i Sydshetlandsöarna. Argentina, Chile och Storbritannien gör anspråk på området.
Terrängen runt Parmenio är huvudsakligen platt, men den allra närmaste omgivningen är varierad. Havet är nära Parmenio norrut. Trakten är obefolkad. Det finns inga samhällen i närheten. 